# Биклеш
Биклеш (рум. Bâcleș) — село у повіті Мехедінць в Румунії. Входить до складу комуни Биклеш.
Село розташоване на відстані 235 км на захід від Бухареста, 40 км на південний схід від Дробета-Турну-Северина, 57 км на захід від Крайови.

## Населення
За даними перепису населення 2002 року у селі проживали 513 осіб, усі — румуни. Усі жителі села рідною мовою назвали румунську.